# Sybra brunnescens
Sybra brunnescens es una especie de escarabajo del género Sybra, familia Cerambycidae. Fue descrita científicamente por Breuning en 1950.
Habita en Vanuatu. Mide 10-11 mm.